# John Wood (guvernör)

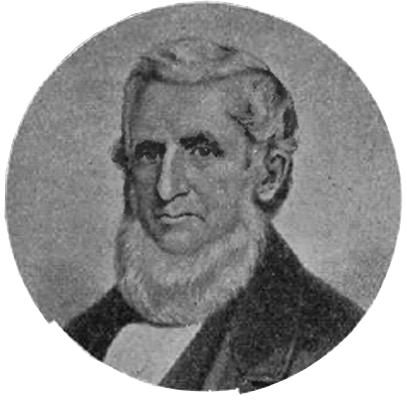
John Wood

John Wood, född 20 december 1798 i Moravia, New York, död 11 juni 1880 i Quincy, Illinois, var en amerikansk republikansk politiker. Han var den 12:e guvernören i delstaten Illinois 1860–1861.
20 år gammal flyttade han västerut till Illinois och bosatte sig sedan permanent på ett område dit staden Quincy senare grundades. Wood deltog i Black Hawk-kriget och var aktiv bland motståndarna till slaveriet. Han var ledamot av delstatens senat 1850-1854 och viceguvernör i Illinois 1857–1860. Guvernör William Henry Bissell avled 1860 i ämbetet och efterträddes av viceguvernören Wood.
Woods hustru Ann avled 1863. De hade haft åtta barn tillsammans, fyra av vilka hade dött som barn. Woods grav finns på Woodland Cemetery i Quincy.